# Niewinna krew (film)
Niewinna krew (ang. Innocent Blood) – amerykański film z pogranicza komedii i horroru z 1992 roku. W Polsce film też znany jest pod tytułem Krwawa Maria.

## Fabuła
Marie jest wampirzycą gustującą we krwi mężczyzn. Ma jednak swoje zasady i poluje tylko na przestępców, nie krzywdząc ludzi uczciwych. Swoje ofiary, po wypiciu z nich krwi, unieszkodliwia przez ucięcie głowy, by nie stali się jak ona wampirami. Pewnego dnia dopada lokalnego mafioza Sala Marcellego. Jednak zostaje spłoszona przez policję, która także śledzi bandytę i Sal zachowuje życie. Staje się jednak wampirem. Wkrótce Marie łączy swoje siły z funkcjonariuszem miejscowej policji, w celu wspólnego powstrzymania potwora.

## Obsada
- Anne Parillaud – Marie
- Robert Loggia – Salvatore
- Don Rickles
- Anthony LaPaglia
- David Proval
- Rocco Sisto
- Chazz Palminteri